# Voïvodie de Suwałki
La voïvodie de Suwałki (en polonais Województwo suwalskie) était une unité de division administrative et un gouvernement local de Pologne entre 1975 et 1998.
En 1999, son territoire est intégré dans la Voïvodie de Varmie-Mazurie et la Voïvodie de Podlachie.
Sa capitale était Suwałki.

## Villes
Population au 31 décembre 1998 :
- Suwałki – 68 331
- Ełk – 56 208
- Giżycko – 31 484
- Augustów – 30 162
- Pisz – 19 571
- Olecko – 17 175
- Gołdap – 13 858
- Węgorzewo – 12 331
- Orzysz – 10 600
- Ruciane-Nida – 4593
- Biała Piska – 4589
- Mikołajki – 3793
- Ryn – 3151
- Lipsk – 2521

## Bureaux de district
Sur la base de la loi du 22 mars 1990, les autorités locales de l'administration publique générale, ont créé 9 régions administratives associant plusieurs municipalités.
- Augustów (Augustów, Lipsk, gmina Augustów, gmina Bargłów Kościelny, gmina Lipsk, gmina Nowinka, gmina Płaska et gmina Sztabin)
- Ełk (Ełk, gmina Ełk, gmina Kalinowo, gmina Prostki et gmina Stare Juchy)
- Giżycko (Giżycko, Mikołajki, Ryn,gmina Giżycko, gmina Kruklanki, gmina Mikołajki, gmina Miłki, gmina Ryn et gmina Wydminy)
- Gołdap (Gołdap, gmina Banie Mazurskie, gmina Dubeninki et gmina Gołdap)
- Olecko (Olecko, gmina Kowale Oleckie, gmina Olecko, gmina Swiętajno et gmina Wieliczki)
- Pisz (Biała Piska, Orzysz, Pisz, Ruciane-Nida, gmina Biała Piska, gmina Orzysz, gmina Pisz et gmina Ruciane-Nida)
- Sejny: (Sejny, gmina Giby, gmina Krasnopol, gmina Puńsk et gmina Sejny)
- Suwałki (Suwałki, gmina Bakałarzewo, gmina Filipów, gmina Jeleniewo, gmina Przerośl, gmina Raczki, gmina Rutka-Tartak, gmina Suwałki, gmina Szypliszki et gmina Wiżajny)
- Węgorzewo (Węgorzewo,gmina Budry, gmina Pozezdrze et gmina Węgorzewo)

## Évolution démographique
| année      | 1975    | 1980    | 1985    | 1990    | 1995    | 1998    |
| population | 414 700 | 422 600 | 449 000 | 470 600 | 485 600 | 489 200 |